# Erzbistum Lille
Das Erzbistum Lille (lateinisch Archidioecesis Insulensis, französisch Archidiocèse de Lille) ist ein im Norden des Landes gelegenes Erzbistum der römisch-katholischen Kirche in Frankreich.
Sein Gebiet besteht aus den Arrondissements Lille und Dünkirchen im Département Nord.

## Geschichte
Das Bistum Lille wurde am 25. Oktober 1913 vom Erzbistum Cambrai abgetrennt und diesem als Suffragandiözese untergeordnet. Am 29. März 2008 erhob Papst Benedikt XVI. das Bistum Lille zum Metropolitanbistum und ordnete ihm das Bistum Arras und das Erzbistum Cambrai als Suffragansitze zu.
Struktur der Kirchenprovinz Lille seit 2008:
- Erzbistum Lille

1. Bistum Arras
2. Erzbistum Cambrai

## Bischöfe von Lille

### Bischöfe
- Alexis-Armand Charost (21. November 1913 – 15. Juni 1920, dann Koadjutorerzbischof in Rennes, später Kardinal)
- Hector Raphael Quillet (18. Juni 1920 – 23. März 1928, † 26. November 1928)
- Achille Kardinal Liénart (6. Oktober 1928 – 14. März 1968, † 15. Februar 1973)
- Adrien Gand (14. März 1968 – 13. August 1983, † 28. Oktober 1990)
- Jean Vilnet (13. August 1983 – 2. Juli 1998, † 23. Januar 2013)
- Gérard Defois (2. Juli 1998 – 1. Februar 2008)
- Laurent Ulrich (1. Februar 2008 – 29. März 2008)

### Erzbischöfe
- Laurent Ulrich (29. März 2008 – 26. April 2022, dann Erzbischof von Paris)
- Laurent Le Boulc’h (seit 1. April 2023)